# مدرسة بيان البحرين
مدرسة بيان البحرين هي مدرسة غير ربحية مستقلة تعليمية ثنائية اللغة (اللغة العربية واللغة الإنجليزية) تقع في مدينة عيسى بمملكة البحرين. تضم المراحل من الصف الذي يسبق المرحلة الإبتئدائية إلى الصف 12. المدرسة معتمدة ومرخصة من قبل وزارة التربية والتعليم البحرينية وفقا لقانون حكومة البحرين. تقوم بالتدريس حسب المنهج الأمريكي باللغتين الإنجليزية والعربية فضلا عن دبلوم البكالوريا الدولية.
تأسست المدرسة في عام 1982 من قبل الدكتورة مي العتيبي والسيدة كاثلين أتشر كيكسو في استجابة للحاجة إلى مدرسة وطنية بلغتين في جزيرة البحرين. في عامها الأول انتسب الطلبة من مرحلة الحضانة إلى مرحلة الروضة بالتحاق أربعين طالبا. تضم المدرسة حاليا حوالي ألف طالب وطالبة.
في عام 1986 نقل موقع المدرسة إلى المنطقة التعليمية في مدينة عيسى لاستيعاب أعداد كلبيرة من الطلبة المنتسبين بها. وقد منحت هذه الأرض مجانا من قبل أمير دولة البحرين السابق عيسى بن سلمان آل خليفة.
في عام 1995 اعتمدت المدرسة تدريس الطلبة من المرحلة ما قبل المدرسة حتى الصف 12. خلال العام نفسه قامت المدرسة بتخريج أول دفعة عليا مع ما مجموعه 21 طالب.
تضم المدرسة حرم قائم بذاته يتكون من مرحلة ما قبل المدرسة والابتدائية والإعدادية والثانوية والإدارة ومكتبة وكافتيريا. تحتوي المدرسة على صالة للألعاب الرياضية / متعددة الاستخدامات وصالة محمد الزامل التي تم بنائها في عام 2001 حيث تحتوي على مسرح يتسع لجلوس 600 شخص وملعبي لكرة السلة كاملة الحجم وملعبين للاسكواش واستوديو للرقص الهوائي وومركز اللياقة البدنية.
من خلال التبرعات استطاعت المدرسة بناء مضمار للجري في عام 2011 بعد تبرع قامت به شركة بتلكو للاتصالات بدعم من مجلس أمناء المدرسة والآباء والمعلمين.
في العام الدراسي 2011-2012 احتفلت المدرسة بعيدها الثلاثين.